# Раян Бабел
Ра́ян Гу́но Ба́бел (нід. Ryan Guno Babel, нар. 19 грудня 1986, Амстердам) — нідерландський футболіст, нападник турецького «Галатасарая» і національної збірної Нідерландів.

## Кар'єра
Бабел дебютував в амстердамському «Аяксі» в поєдинку проти «АДО Ден Гага» 1 лютого 2004 року, який його команда виграла з рахунком 4:0. Його дебют у національній збірній відбувся 26 березня 2005 року в матчі зі збірною Румунії, в якому він замінив Ар'єна Роббена і забив один з голів. Раян вважається одним з найперспективніших гравців Нідерландів. У складі збірної він брав участь у Чемпіонаті світу 2006 року в Німеччині та Чемпіонаті світу 2010 року в ПАР.
Дебют Раяна в «Ліверпулі» відбувся 11 серпня 2007 року, коли на 73-й хвилині матчу першого туру Прем'єр-Ліги проти «Астон Вілли» він вийшов на заміну Жермену Пеннанту. У свій перший же сезон у складі «червоних» Бабель став твердим гравцем основи і зміг записати на свій рахунок 10 забитих м'ячів у всіх змаганнях. У їх числі гол, забитий у ворота Петера Чеха в півфінальному матчі Ліги Чемпіонів проти «Челсі» на «Стемфорд Брідж», однак для «Ліверпуля» цього голу виявилося недостатньо, щоб вийти у фінал змагань.
Раян був запрошений Марко ван Бастеном взяти у складі збірної Нідерландів участь у Чемпіонаті Європи 2008 року, проте в контрольному матчі перед самим початком першості Бабель отримав травму, яка вивела його з ладу, як мінімум, до початку наступного сезону . Тим не менш, тренерський штаб висловив надію, що Раян відновиться досить швидко, щоб зіграти за збірну на Олімпійських іграх у Пекіні . Бабел зіграв на Олімпіаді, проте його команда на цьому турнірі медалі завоювати не змогла.
Сезон 2008/2009 не був настільки вдалим для голландця. Був придбаний іспанський півзахисник Альберт Рієра, який поступово витіснив Бабеля з основи. Та й сам Бабел не демонстрував своєї найкращої гри. У розпочатому сезоні 2009—2010 гра у Бабеля так і не пішла найліпшим чином. Він не має місця в стартовому складі і досить рідко виходить на заміну.
25 січня 2011 року Раян Бабел перейшов до німецького «Гоффенгайма» на два з половиною роки за 6 млн фунтів стерлінгів (7 млн євро) .
З 31 серпня 2012 року Раян Бабел повернувся як вільний агент до «Аякса».
З 1 липня 2013 року Раян Бабел грає в турецькому клубі «Касимпаша».

## Досягнення

### Командні
- Чемпіон Нідерландів (2):

«Аякс»: 2003-04, 2012-13
- Володар Кубка Нідерландів (2):

«Аякс»: 2005-06, 2006-07
- Володар Суперкубка Нідерландів (2):

«Аякс»: 2005, 2006
- Володар Суперкубка ОАЕ (1):

«Аль-Айн»: 2015
- Чемпіон Туреччини (1):

«Бешікташ»: 2016-17
- Володар Суперкубка Туреччини (1):

«Галатасарай»: 2019

### Збірні
- Чемпіон Європи (U-21): 2007
- Віце-чемпіон світу: 2010

### Особисті
- Найкращий молодий гравець «Ліверпуля» (2008)